# Paneb
Paneb is een van de kleurrijkste figuren uit Deir el-Medina uit de tijd van Ramses II. Hij was de zoon van Nefersenut ten tijde van de 19e dynastie van Egypte. Hij was oorspronkelijk steenhouwer, en hield van drinken en van de dames. Het is vooral bekend door de vele beschuldigingen, die tegen hem zijn geuit tijdens zijn leven, die op de papyrus genaamd "Papyrus Salt 124" is overgeleverd. Dit waren onder andere beschuldigingen van omkoping, echtbreuk, aanranding, diefstal en geweldpleging. Uit een latere bron is afgeleid, dat hij in ieder geval voor diefstal veroordeeld is.
In het jaar 2000 heeft de Franse egyptoloog Christian Jacq nog een boek over hem geschreven met de titel Paneb de Vurige.
Ook Tais Teng schreef een boek waarin hij voorkomt, genaamd "Het goud van de farao".